# Доминика на Светском првенству у атлетици на отвореном 2015.
Доминика је учествовала на Светском првенству у атлетици на отвореном 2015. одржаном у Пекингу од 12. до 30. августа четрнаести пут. Репрезентацију Доминике представљао је један атлетичар који се такмичио у троскоку.,
На овом првенству Доминика није освојила ниједну медаљу, нити је постигнут неки рекорд.

## Резултати

### Мушкарци
| Атлетичар         | Дисциплина | Лични рекорд | Квалификације | Квалификације | Финале               | Финале       | Детаљи |
| Атлетичар         | Дисциплина | Лични рекорд | Резултат      | Место         | Резултат             | Место        | Детаљи |
| ----------------- | ---------- | ------------ | ------------- | ------------- | -------------------- | ------------ | ------ |
| Јорданис Дуранона | троскок    | 17,20        | 16,27         | 11. у гр Б    | Није се квалификовао | 21 / 27 / 28 |        |